# 끝내기 (바둑)
끝내기는 대국의 종반에 집의 구획(경계)을 확정하기 위해 마무리를 하는 단계이다. 끝마감으로 바둑알을 놓는 것 또는 그 수를 의미하며, 끝내기에서는 선수가 중요하다.선수 · 후수 여부에 따라 선수 끝내기(양선수, 편선수), 선후수 끝내기(역끝내기 포함), 후수 끝내기로 나뉜다. 끝내기에서는 '끊임없는 형세판단'이 중요하며, 내 '단점'은 지키고 상대의 '단점'은 공격한다.